# Partiarische Beteiligung
Die partiarische Beteiligung wird als eine Sonderform einer stillen Beteiligung an einem Unternehmen definiert. Sie ist eine Form der Beteiligungsfinanzierung.
Der partiarisch Beteiligte wird nicht zum Gesellschafter. Besonderheiten bei einer partiarischen Beteiligung sind eine Rückzahlung des eingebrachten Eigenkapitals zu hundert Prozent und eine vorher festgelegte Mindestrendite. Der partiarisch Beteiligte ist nicht am Verlust, sondern lediglich am Gewinn beteiligt (§ 231 Abs. 2 HGB). Das eingebrachte Eigenkapital der Teilhaber wird durch Zero-Bonds einer namhaften Bank zum Nennwert und die Mindestrendite durch Sondersparrücklagen abgesichert.
Kennzeichnend für Begriff und Wesen eines partiarischen Rechtsverhältnisses ist, dass die Vergütung nicht – oder nicht nur – in einem festen periodischen Betrag besteht, sondern in einem Anteil an dem erwirtschafteten Unternehmenserfolg.